# SZVT–40
Az SZVT–40 (oroszul: Самозарядная винтовка Токарева, образец 1940 года, magyar átírásban: Szamozarjadnaja vintovka Tokareva, obrazec 1940 goda) szovjet öntöltő puska, amelyet a második világháborúban és az azt követő időszakban használtak. A Moszin–Nagant leváltására fejlesztették ki, de az 1941-es német támadás miatt késett a rendszeresítése.

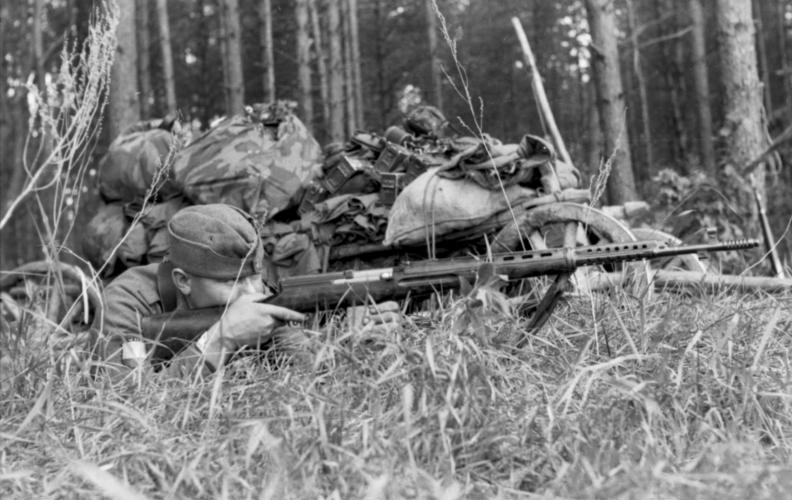
Német katona egy zsákmányolt SZVT-40-essel.

## Története
A Fjodor Tokarev által tervezett SZVT–40 öntöltő puska az 1920-as évek elején kezdődött fejlesztési folyamat eredménye. Az 1920-as, 1930-as években Tokarev számos prototípust készített és próbált ki. A Szovjetunió honvédelmi népbiztosa és a hadiipari népbiztosa 1938. május 22-i határozata alapján pályázatot írt ki a Vörös Hadseregben rendszeresítendő félautomata (öntöltő) puska kifejlesztésére. A május 25. és szeptember 3. között megtartott összehasonlító teszteken Tokarev az 1938-as mintájú puskával vett részt. Az 1938. november 20-án megtartott végső tesztelés alapján Tokarev öntöltő fegyverét értékelték a legjobbnak, majd 1939. február 26-án azt a szovjet Vörös Hadsereg SZVT–38 jelzéssel rendszeresítette. A fegyverből az első sorozatgyártású darabokat 1939. július 16-án készítették el, majd október 1-jétől a Tulai Fegyvergyárban, 1940-től pedig az Izsevszki Fegyvergyárban kezdődött el a nagy sorozatú gyártás.
Az 1938-as mintájú modellnek azonban az 1939–1940-es, finnek elleni téli háborúban több hiányosságára is fény derült. Az SZVT–38-at nem szívesen fogadták a katonák. A hosszú fegyvernek nehézkes volt a használata, nehezen karbantartható volt, és néha a tár is kiesett belőle. Miután ezeket kijavították, a módosított változatot SZVT–40 jelzéssel kezdték el gyártani és mintegy 2 millió darab készült belőle. 1941-re a szovjet gyalogsági lőfegyverek harmadának már a Tokarev-karabélynak kellett volna lennie, azonban a kezdeti súlyos veszteségek miatt újra Moszin–Nagantokat kellett gyártani a hadsereg számára. 1941-re már 1 millió darabot gyártottak az SZVT-40-ből, de a szovjet katonák elégedetlenek voltak a fegyverrel: bonyolult szerkezetű volt, nehézkes a gyártása, és azok a katonák, akiknek csak kezdetleges kiképzésük volt, nehéznek találták a karbantartását. 1945 januárjában beszüntették a gyártását.

### Az SZVT a Szovjetunión kívül
Az első ország, mely az SZVT–40-est használta a Szovjetunión kívül, Finnország volt. A téli háború alatt 4000 darabot, a folytatólagos háborúban több mint 15 000 darabot zsákmányoltak. A finn katonák gyakran használták annak ellenére, hogy a finn lőszer sokszor okozott hibát a fegyverben. A Harmadik Birodalom katonái a keleti fronton több ezer darabot zsákmányoltak. A németek öntöltő fegyver szűkében gyakran használták az SZVT–40-est, melynek egyes konstrukciós megoldásait a Gewehr 43 fejlesztéséhez is felhasználták.

## Fordítás
- Ez a szócikk részben vagy egészben  a   SVT-40 című angol Wikipédia-szócikk fordításán alapul.  Az eredeti cikk szerkesztőit annak laptörténete sorolja fel. Ez a jelzés csupán a megfogalmazás eredetét és a szerzői jogokat jelzi, nem szolgál a cikkben szereplő információk forrásmegjelöléseként.